# Renoty
Renoty (německy Einoth) jsou vesnice v okrese Olomouc, 3,5 km jihojihozápadně od města Uničova, jehož je částí. V roce 2001 Renoty čítaly v 64 domech 182 obyvatel. Do roku 1976 se jednalo o samostatnou obec.

## Název
Jméno vesnice pochází z německého spojení zu der Einöde - "na samotě", v němž koncová souhláska členu (-r) byla připojena ke koncovému slovu. Dnešní tvar Renoty je do spisovné podoby upravené nářeční Rénote, které vzniklo ze staršího Rejnoty či Rajnoty. Podobný vývoj prodělalo jméno i v němčině, v 19. století se ustálil tvar Einoth.

## Historie
V roce 1788 byla založena místní škola, která byla až do roku 1882 společná se Střelicemi a do roku 1910 i s Dětřichovem.
Historie místní římskokatolické farnosti se počítá od roku 1790, kdy byla zřízena jako společná také pro Dětřichov a Střelice. Stejného roku byl dokončen také farní kostel Nanebevzetí Panny Marie, jehož vnitřní vybavení bylo získáno ze zrušených olomouckých kostelů.
V ranních hodinách 16. března 2020, v době, kdy se Česká republika potýkala s pandemií covidu-19, rozhodli hygienici, s ohledem na prudký nárůst pacientů s tímto onemocněním, o uzavření měst Uničova a Litovle spolu s jejich okolím. Policie oblast střežila a neumožnila nikomu do oblasti vstoupit, ani ji opustit. Jednou z takto zasažených vesnic byly i Renoty. Uzavření oblasti skončilo 30. března.

## Obyvatelstvo

### Počet obyvatel
Počet obyvatel je uváděn podle výsledků sčítání lidu za Renoty včetně těch místních částí, které k němu v konkrétní době patřily.
| 1869 | 1880 | 1890 | 1900 | 1910 | 1921 | 1930 | 1950 | 1961 | 1970 | 1980 | 1991 | 2001 | 2011 |
| ---- | ---- | ---- | ---- | ---- | ---- | ---- | ---- | ---- | ---- | ---- | ---- | ---- | ---- |
| 342  | 362  | 343  | 354  | 403  | 403  | 395  | 243  | 233  | 207  | 182  | 188  | 182  | 158  |

## Galerie

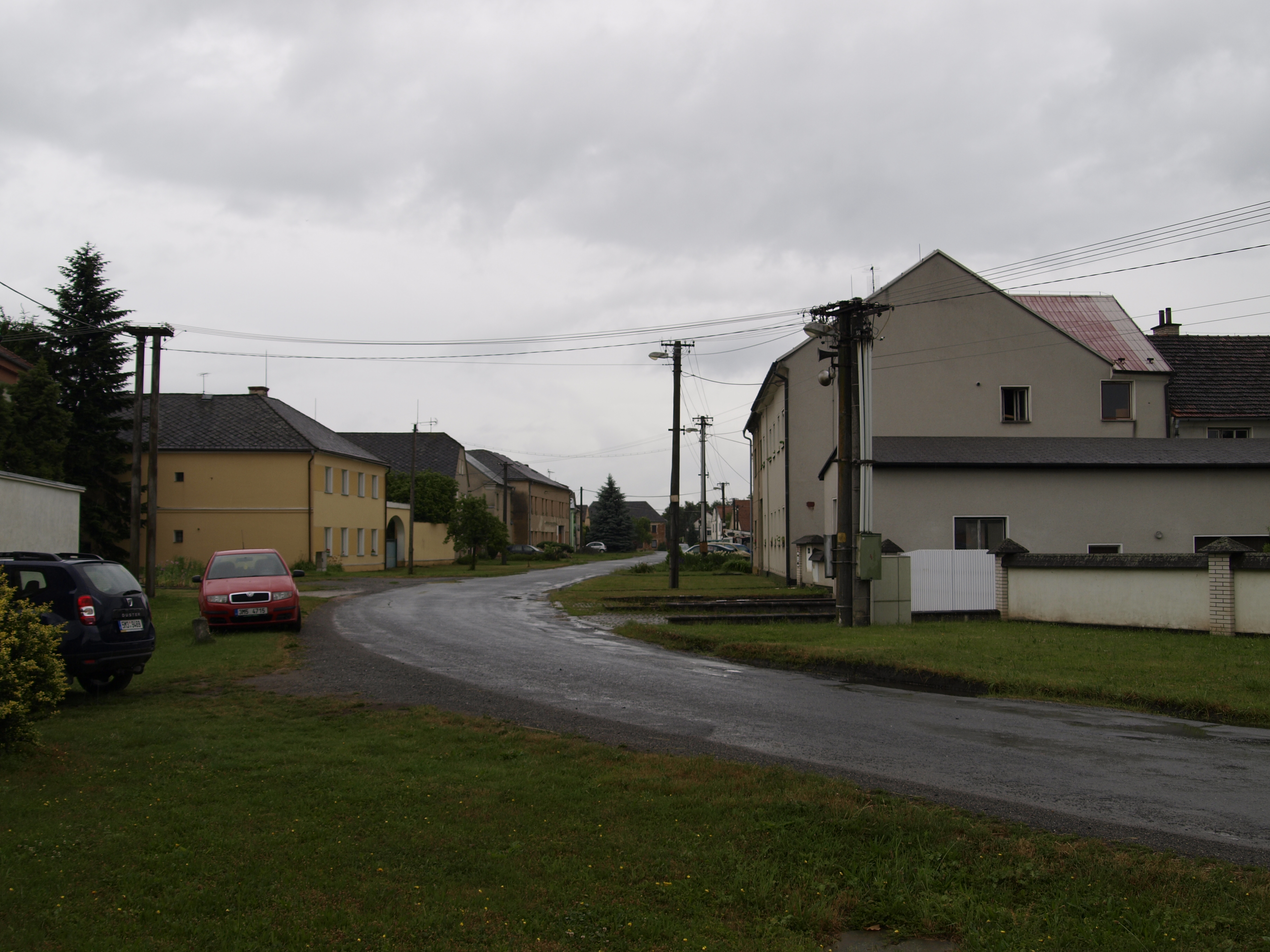
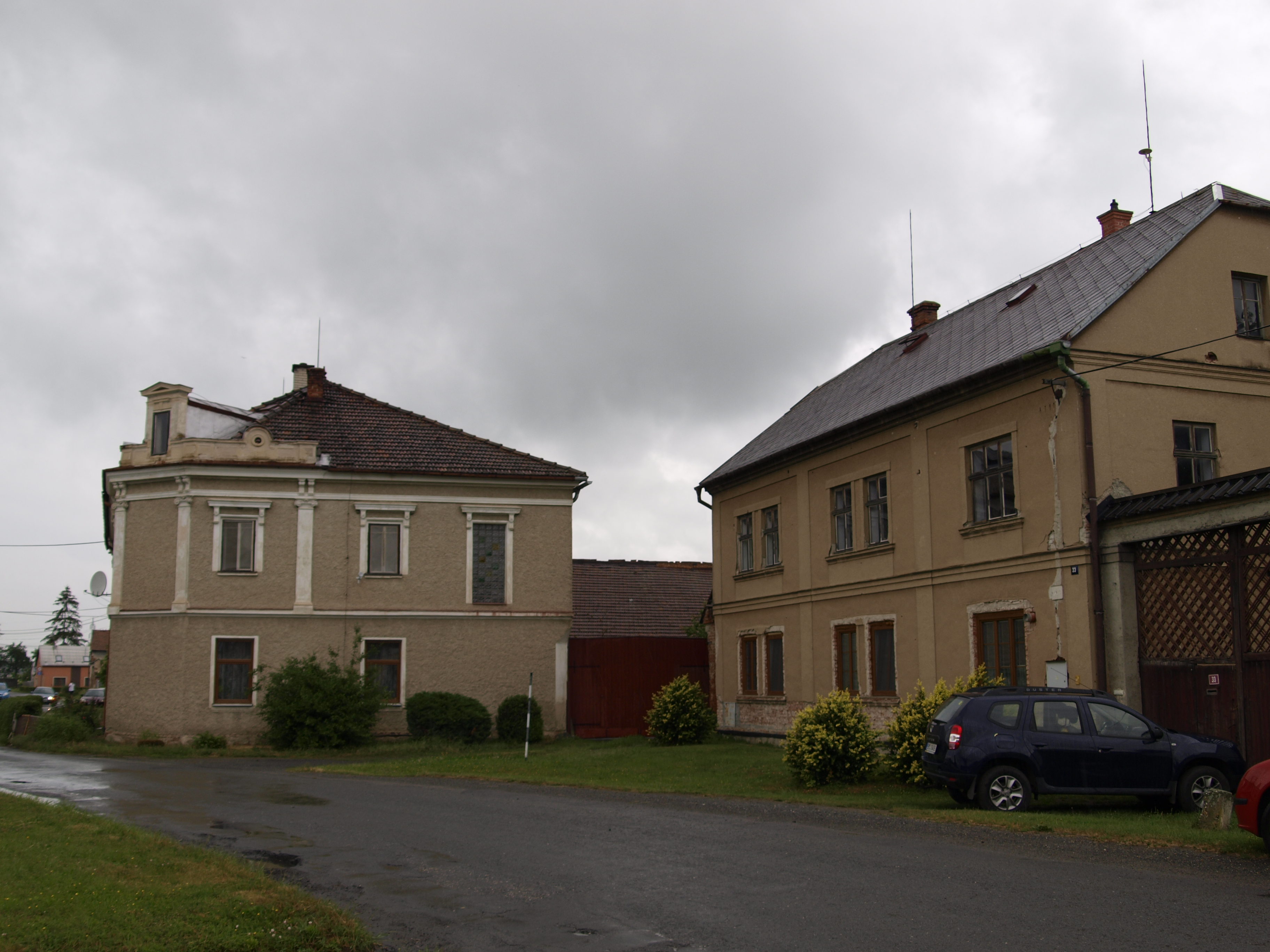
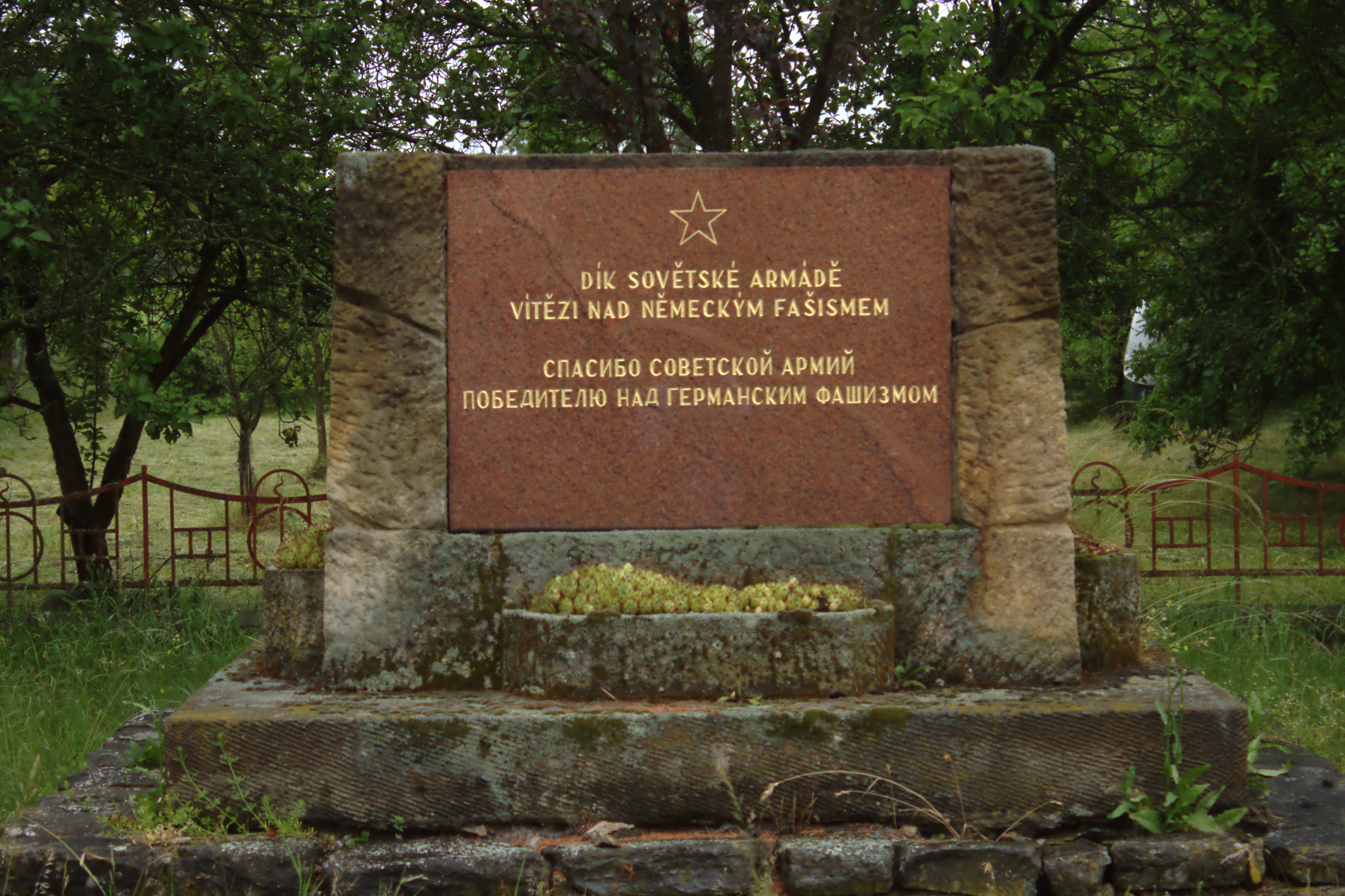